# 胡安·卡斯蒂略
胡安·卡斯蒂略（西班牙語：Juan Castillo；1952年9月10日—），乌拉圭政治家、工会活动家，现任劳动部部长、乌拉圭共产党总书记，曾任广泛阵线副主席、国家劳动局局长、共和国参议员。他出生于拉巴斯，早年由于经济原因被迫放弃学业。